# Ogbourne Maisey House
Ogbourne Maisey House è una casa padronale storica nel villaggio di Ogbourne Maizey che appartiene alla parrocchia civile di Ogbourne St Andrew nella contea del Wiltshire nel Sud Ovest dell'Inghilterra, Regno Unito. L'edificio risale al XVI secolo e l'English Heritage lo considera un monumento classificato di seconda categoria per il suo particolare interesse storico e architettonico.

## Storia
La residenza signorile di Ogbourne Maisey è documentata fin dal XIV secolo ma l'edificio che ci è pervenuto è di circa due secoli successivo. La struttura è stata rimaneggiata all'inizio del XVIII secolo. La casa è divenuta una proprietà privata.

## Descrizione
L'English Heritage ha inserito dal 2 settembre 1986 Ogbourne Maisey House a Ogbourne Maizey tra gli edifici storici come monumento classificato di seconda categoria col numero 1182289.

### Esterni

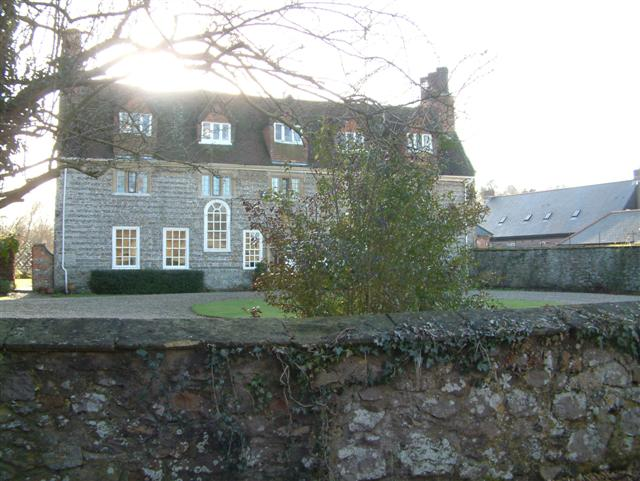
Ogbourne Maisey House

La casa si trova nell'abitato del villaggio di Ogbourne Maizey nella contea del Wiltshire nel Sud Ovest dell'Inghilterra, Regno Unito. Si tratta di una casa padronale medievale che si presenta su due piani in pietra di Sarsen a vista. La pianta è a T. La facciata ha il portale ad arco in pietra con colonne ioniche che reggono un piccolo frontone risalente al 1636. La porta è a due battenti. Le cantine a destra dell'ingresso presentano bifore in pietra. Su entrambi i lati, vi sono finestre di diverse dimensioni e altezze, con infissi anche a 18 vetri dell'inizio del XVIII secolo con pesanti barre per i vetri.
Le campate esterne presentano infissi a 12 vetri della metà del XVIII secolo e, tra di esse, a destra dell'ingresso, una finestra a tutto sesto con blocchi di chiave sull'architrave. A sinistra è posta una finestra cieca basculante. Il piano superiore presenta finestre in pietra a tre luci con montanti smussati cavi, ogee esterne e cappucci. La copertura dell'alto tetto è in tegole con cinque grandi abbaini con tegole, con finestre in legno a tre luci del XVII secolo con battiscopa a losanga. Ai lati della facciata, alle estremità dei timpani, si presentano alti camini in mattoni, ciascuno con 3 fusti diagonali.

### Interni
All'ingresso la sala presenta una pannellatura a zoccolo del XVII secolo. Il salotto a sinistra presenta un bel camino con colonne ioniche, pannellatura completa e una cornice a dentelli. Probabilmente in origine era un ingresso convertito in salotto nel XVIII secolo. L'ala posteriore è la cucina originale con un grande camino a timpano, successivamente ridotto di dimensioni. Annesso all'angolo sud-ovest, un blocco di mattoni del XVII secolo, contenente una scala del XVII secolo, probabilmente originariamente con struttura in legno. Il tetto presenta arcarecci a cuneo e colmo a tenone, con controventi.